# Oravská Lesná
Oravská Lesná (Hongaars: Erdőtka) is een Slowaakse gemeente in de regio Žilina, en maakt deel uit van het district Námestovo.
Oravská Lesná telt 3.281 inwoners.